# Ceca specijal (revija)
Ceca specijal je bila posebna izdaja srbske revije, ki je bila objavljena 25. junija leta 2012 s strani založbene hiše Miligram Music.
Revija je bila v celoti posvečena življenju in karieri srbske pevke narodno-zabavne glasbe, Svetlane Ražnatović - Cece. 
To je obenem tudi šesta revija posvečena Ceci.
K reviji je bil priložen tudi Cecin (takrat aktualni) album C club. 

## Vsebina
Revija ima 56 strani in vsebuje naslednja poglavja:
| Stran | Poglavje                  | Naziv poglavja                                           |
| ----- | ------------------------- | -------------------------------------------------------- |
| 3     | Cecin intervju            | (Najbolj srečna ženska na svetu)                         |
| 22    | Milijev intervju          | (Vem, da je pesem uspešnica, ko jo zapoje 100.000 ljudi) |
| 38    | Intervju Marina Tucaković | (Pesem me je povezala z dobrimi ljudmi)                  |
| 50    | Ceca na turneji           | (S Ceco v Bolgariji, Makedoniji, ...)                    |
| 54    | Cecini posterji           | Cecini posterji                                          |

## Ostale informacije
Posebna izdaja revije je bila objavljena istočasno z objavo (takrat novega) Cecinega albuma C club. Revija se je prodajala v Srbiji, Črni gori, Bolgariji, Sloveniji in Bosni in Hercegovini.

## Naklada
Prva naklada revije je štela 80.000 izvodov.